# سازمان برنامه و بودجه کشور
سازمان برنامه و بودجه کشور یک سازمان دولتی ایران است که در سال ۱۳۲۷ راه‌اندازی شد. وظیفه این سازمان، برنامه‌ریزی و نظارت توسعه‌ای و راهبردی نظام اقتصادی و اجتماعی کشور بود، که تحت نظر یک شورای عالی، یک هیئت نظارت و یک مدیرعامل فعالیت می‌نمود. به گفته خداداد فرمانفرمائیان، هدف ایجاد آن، یافتن راهی برای انجام پروژه‌هایی بود که سیستم «پرفساد و تودرتوی آن دوره» از انجام آنها عاجز بود. این سازمان در سال ۱۳۷۹ در دولت محمد خاتمی با سازمان اداری و استخدامی کشور ادغام شد تا تشکیلات عظیم سازمان مدیریت و برنامه‌ریزی کشور کار امور استخدامی، بودجه‌ریزی و برنامه‌ریزی مرکزی را انجام دهد. این سازمان در این دوره در بین کارشناسان دولت به نماد کاغذبازی و دیوان‌سالاری نفتی مرکزگرا تبدیل شده بود.
در دولت نهم، تیم جدید و شخص رئیس جمهور محمود احمدی‌نژاد با توجه به تجربه‌های زمان استانداری با انحصار اختیارات در این سازمان، خروج آن از برنامه‌ریزی کلان به شکل اندیشه‌ورزی و ورود در کار دستگاه‌های اجرایی و برنامه‌ریزی فعالیتشان به‌جای آن‌ها مخالف بودند و نتیجه برنامه‌ریزی ناکارآمد مرکزگرای این سازمان برای توسعه شهرها و روستاهای کشور را بسیار بد و غیرقابل دفاع می‌دانستند. آن را سازمانی «زنگوله پا» معرفی می‌کردند که تمام اختیارات را گرفته، در خودش بلوکه کرده و مانع پیشرفت متوازن گشته است. لذا اواخر سال ۱۳۸۵ دفاتر استانی این سازمان در استانداری‌ها ادغام شد تا آن‌ها علاوه بر مجری فعالیت‌ها بودن، کار برنامه‌ریزی و پذیرش مسئولت نتایج را نیز بر عهده گیرند. در بودجه‌ریزی سال ۱۳۸۶ محاسبه شد، دوباره کاری تخصیص حقوق کارکنان دولت توسط سازمان برنامه ۱۵۰۰ میلیارد تومان هزینه اضافی ایجاد می‌کند، پس اینکار به خود وزارت اقتصاد سپرده شد. سپس در تیر ۱۳۸۶ این سازمان در دو معاونت رئیس‌جمهور به نام معاونت برنامه‌ریزی و نظارت راهبردی و توسعه مدیریت و سرمایه انسانی به صورت کامل ادغام شد تا بودجه کوچک شود و نهادی صرفاً برای نظارت، اندیشه و برنامه‌ریزی کلان به جای آن باشد.
ادغام یا حذف سازمان مدیریت به یکی از محورهای اصلی انتقادی مخالفان مخالفان دولت و جناح اصلاحات نسبت جناح اصلاحات نسبت به دولت وقت، مخصوصاً در انتخابات‌ها تبدیل گشت، درنتیجه موجی از تبلیغات ضد اینکار در رسانه‌های زنجیره‌ای در ایران انجام شد. مخالفان، اینکار را «انحلال نظام تدبیر»، درنتیجه مخالفت دولت و احمدی‌نژاد با تعقل و برنامه‌ریزی و جایگزینی آن با «برنامه‌روزی»، تلاش برای ایجاد زمینه فساد بی حساب و خرج درآمد نفتی بالا رفته معرفی کردند و برخی نمایندگان جناح اصلاحات مجلس رشد قیمت ارز و تورم و کاهش رشد اقتصادی را در نتیجه این اقدام دانستند و بیان کردند کشور نیاز به مغز متفکر فرابخشی داشته که به دلیل ادغام این نهاد، سیاست‌های پولی و مالی کشور به هم ریخته.
در ۱۳۹۳ دولت اصلاحات حسن روحانی که وعده ایجاد دوباره سازمان مستقل مدیریت و برنامه را داده بود، با ایجاد دوباره دفاتر استانی سازمان برنامه، این سازمان را دوباره ایجاد نمود. در ۴ مرداد ۱۳۹۵ سازمان مدیریت و برنامه‌ریزی کشور مجدداً به دو سازمان برنامه و بودجه و سازمان اداری واستخدامی کشور تجزیه گردید و محمدباقر نوبخت به عنوان رئیس سازمان برنامه و بودجه منصوب گردید. رئیس کنونی این سازمان سید حمید پورمحمدی است. پورمحمدی با توجه به تجربه گسترده‌اش، مأموریت دارد تا در مسیر اصلاح ساختار بودجه، کاهش کسری بودجه و اجرای برنامه‌های کلان اقتصادی گام بردارد.

## سازمان‌ها و شوراهای وابسته
- مرکز آمار ایران
- سازمان نقشه‌برداری کشور
- سازمان هدفمندسازی یارانه‌ها
- مرکز پژوهش‌های توسعه و آینده‌نگری
- دبیرخانه هیئت امنای صندوق توسعه ملی
- شورای عالی اقتصاد
- شورای عالی آمار
- شورای عالی فنی
- شورای عالی نقشه‌برداری
- شورای عالی آمایش سرزمین

## فهرست رؤسا

### دوره پهلوی
مدیرعامل سازمان برنامه
- تقی نصر: ۱۸ اردیبهشت ۱۳۲۸ تا ۲۰ مرداد ۱۳۲۸
- حسن مشرف نفیسی: ۲۰ مرداد ۱۳۲۸ تا ۲۷ تیر ۱۳۲۹
- سید محمد سجادی: ۲۷ تیر ۱۳۲۹[۱۴] تا ۷ شهریور ۱۳۲۹
- محمد نخعی: ۷ شهریور ۱۳۲۹[۱۵] تا ۲ خرداد ۱۳۳۰
- احمد ابراهیمی زنگنه: ۲ خرداد ۱۳۳۰ تا مرداد ۱۳۳۲
- جعفر شریف‌امامی: شهریور ۱۳۳۲ تا ۲۷ آبان ۱۳۳۲
- ابوالقاسم پناهی: ۲۷ آبان ۱۳۳۲ تا ۱۰ شهریور ۱۳۳۳
- ابوالحسن ابتهاج: ۱۰ شهریور ۱۳۳۳ تا ۱۱ اسفند ۱۳۳۷

وزیر مشاور و مدیرعامل سازمان برنامه
- خسرو هدایت: ۱۱ اسفند ۱۳۳۷[۱۶] تا ۲۹ بهمن ۱۳۳۹
- احمد آرامش: ۲۹ بهمن ۱۳۳۹ تا ۱۶ اردیبهشت ۱۳۴۰
- محمدعلی صفی‌اصفیا: ۱۹ اردیبهشت ۱۳۴۰ تا ۳ آذر ۱۳۴۷
- محمدمهدی سمیعی: ۳ آذر ۱۳۴۷ تا ۲۷ خرداد ۱۳۴۹
- خداداد فرمانفرمائیان: ۲۷ خرداد ۱۳۴۹ تا ۱۹ دی ۱۳۵۱

وزیر مشاور و رئیس سازمان برنامه و بودجه
- عبدالمجید مجیدی: ۱۹ دی ۱۳۵۱ تا ۱۵ مرداد ۱۳۵۶
- محمد یگانه: ۱۶ مرداد ۱۳۵۶ تا ۱۰ آذر ۱۳۵۶
- منوچهر آگاه: ۱۰ آذر ۱۳۵۶ تا ۲ مرداد ۱۳۵۷
- مرتضی صالحی: ۲ مرداد ۱۳۵۷ تا ۵ شهریور ۱۳۵۷
- حسنعلی مهران: ۵ شهریور ۱۳۵۷ تا ۱۵ آبان ۱۳۵۷
- مرتضی صالحی: ۲۰ آبان ۱۳۵۷ تا ۱۶ دی ۱۳۵۷

### دوره جمهوری اسلامی
وزیر مشاور و رئیس سازمان برنامه و بودجه
- علی‌اکبر معین‌فر: ۲۴ بهمن ۱۳۵۷ تا ۸ مهر ۱۳۵۸
- عزت‌الله سحابی: ۸ مهر ۱۳۵۸ تا ۳ مهر ۱۳۵۹
- موسی خیّر: ۳ مهر ۱۳۵۹ تا ۲۶ مرداد ۱۳۶۰
- محمدتقی بانکی: ۲۶ مرداد ۱۳۶۰ تا بهمن ۱۳۶۳

وزیر برنامه و بودجه
- مسعود روغنی زنجانی: بهمن ۱۳۶۳ تا ۷ شهریور ۱۳۶۸

معاون رئیس‌جمهور و رئیس سازمان برنامه و بودجه
- مسعود روغنی زنجانی: ۱۰ شهریور ۱۳۶۸ تا ۲۱ مرداد ۱۳۷۴
- حمید میرزاده: ۲۱ مرداد ۱۳۷۴ تا ۱ شهریور ۱۳۷۶
- محمدعلی نجفی: ۱ شهریور ۱۳۷۶ تا ۲۸ خرداد ۱۳۷۹

ادغام با سازمان امور اداری و استخدامی کشور و تشکیل سازمان مدیریت و برنامه‌ریزی کشور در خرداد ۱۳۷۹
تفکیک سازمان مدیریت و برنامه‌ریزی کشور به معاونت برنامه‌ریزی و نظارت راهبردی ریاست‌جمهوری و معاونت توسعه مدیریت و سرمایه انسانی ریاست‌جمهوری در تیر ۱۳۸۶
معاون برنامه‌ریزی و نظارت راهبردی رئیس‌جمهور
- سید امیرمنصور برقعی: ۲۷ تیر ۱۳۸۶ تا ۷ مهر ۱۳۸۸
- ابراهیم عزیزی: ۷ مهر ۱۳۸۸ تا ۷ خرداد ۱۳۹۱
- بهروز مرادی: ۷ خرداد ۱۳۹۱ تا ۲۰ مرداد ۱۳۹۲
- محمدباقر نوبخت: ۲۰ مرداد ۱۳۹۲ تا ۸ دی ۱۳۹۳

ادغام با معاونت توسعه مدیریت و سرمایه انسانی ریاست‌جمهوری و تشکیل سازمان مدیریت و برنامه‌ریزی کشور در دی ۱۳۹۳
تفکیک سازمان مدیریت و برنامه‌ریزی کشور به سازمان برنامه و بودجه کشور و سازمان اداری و استخدامی کشور در مرداد ۱۳۹۵
معاون رئیس‌جمهور و رئیس سازمان برنامه و بودجه کشور
- محمدباقر نوبخت: ۱۲ مرداد ۱۳۹۵ تا ۲۰ مرداد ۱۴۰۰
- سید مسعود میرکاظمی: ۲۰ مرداد ۱۴۰۰ تا ۲۷ فروردین ۱۴۰۲
- داود منظور: ۲۷ فروردین ۱۴۰۲ تا ۱۴ مرداد ۱۴۰۳
- سید حمید پورمحمدی: ۱۴ مرداد ۱۴۰۳ تاکنون